# 樋口伊之助
樋口 伊之助（ひぐち いのすけ、1851年8月3日（嘉永4年7月7日） - 1925年（大正14年）7月28日）は、日本の政治家。衆議院議員（1期）。

## 経歴
大阪府出身。大阪市西区会議員、同副議長、同議長、大阪市会議員、大阪府会議員、同副議長、都市計画大阪地方委員となる。
1920年の第14回衆議院議員総選挙において大阪1区から立憲政友会公認で立候補して41票差で当選する。衆議院議員を1期務め、1924年の第15回衆議院議員総選挙には立候補しなかった。1925年に死去した。